# Moroz Peninsula
Moroz Peninsula är en halvö i Kanada.   Den ligger i provinsen Saskatchewan, i den centrala delen av landet, 2 600 km väster om huvudstaden Ottawa.
Trakten runt Moroz Peninsula är nära nog obefolkad, med mindre än två invånare per kvadratkilometer.